# Прва лига СР Југославије у одбојци
Прва лига СР Југославије у одбојци је била највиша одбојкашка лига у СР Југославији. Формирана је 1991. након распада СФР Југославије и расформирања бивше Прве савезне лиге Југославије. Нижи ранг такмичења је била Прва Б лига СР Југославије. Године 2003. преименована је у Прва лига Србије и Црне Горе због промене имена државе СР Југославије у Државна заједница Србија и Црна Гора. Прва лига СРЈ/СЦГ у одбојци престала је да постоји 2006. године након распада заједничке државе Србије и Црне Горе.

## Прваци
| Сезона   | Првак                  | Резултат финала плеј офа | Вицепрвак              |
| -------- | ---------------------- | ------------------------ | ---------------------- |
| 1991/92. | ОК Војводина           |                          | ОК Црвена звезда       |
| 1992/93. | ОК Војводина           |                          | ОК Партизан            |
| 1993/94. | ОК Војводина           |                          | ОК Црвена звезда       |
| 1994/95. | ОК Војводина           |                          | ОК Црвена звезда       |
| 1995/96. | ОК Војводина           | 3:2                      | ОК Партизан            |
| 1996/97. | ОК Војводина           |                          | ОК Будућност Подгорица |
| 1997/98. | ОК Војводина           | 3:1                      | ОК Црвена звезда       |
| 1998/99. | ОК Војводина           | [ а ]                    | ОК Црвена звезда       |
| 1999/00. | ОК Војводина           |                          | ОК Милиционар Београд  |
| 2000/01. | ОК Будванска ривијера  | 3:1                      | ОК Милиционар Београд  |
| 2001/02. | ОК Будућност Подгорица | 3:1                      | ОК Будванска ривијера  |
| 2002/03. | ОК Црвена звезда       | 3:0                      | ОК Будванска ривијера  |
| 2003/04. | ОК Војводина           | 3:0                      | ОК Будванска ривијера  |
| 2004/05. | ОК Будућност Подгорица | 3:0                      | ОК Војводина           |
| 2005/06. | ОК Будућност Подгорица | 3:2                      | ОК Војводина           |

## Успешност клубова
| Клуб                   | Првак | Други | Година (првак)                                              | Година (други)                |
| ---------------------- | ----- | ----- | ----------------------------------------------------------- | ----------------------------- |
| ОК Војводина           | 10    | 3     | 1992, 1993, 1994, 1995, 1996, 1997, 1998, 1999, 2000, 2004. | 2002, 2005, 2006.             |
| ОК Будућност Подгорица | 3     | 1     | 2002, 2005, 2006.                                           | 1997.                         |
| ОК Црвена звезда       | 1     | 5     | 2003.                                                       | 1992, 1994, 1995, 1998, 1999. |
| ОК Будванска ривијера  | 1     | 2     | 2001.                                                       | 2003, 2004.                   |
| ОК Партизан            | -     | 2     | -                                                           | 1993, 1996.                   |
| ОК Милиционар Београд  | -     | 2     | -                                                           | 2000, 2001.                   |